# Sucteremaeus makartzevi
Sucteremaeus makartzevi är en kvalsterart som först beskrevs av Krivolutsky och Golosova 1974.  Sucteremaeus makartzevi ingår i släktet Sucteremaeus och familjen Suctobelbidae. Inga underarter finns listade i Catalogue of Life.